# 早瀬ひとみ
早瀬 ひとみ（はやせ ひとみ、1961年6月3日 - ）は、日本の演歌歌手。本名：千葉仁美。岩手県気仙郡住田町出身。岩手県立住田高等学校卒業。身長: 161 cm、体重: 48 kg、血液型: B型。趣味：書道、ゴルフ、空手、読書、映画鑑賞。

## 来歴
1961年（昭和36年）6月3日、岩手県気仙郡住田町に生まれる。幼い頃からテレビやラジオの歌謡番組を観聴きして、歌謡曲に親しむ。本格的な歌のレッスンは受けたことが無かったが、歌唱力は優れているとの評判があった。
文化放送のラジオ番組『決定!全日本歌謡選抜』のオーディション企画「スターは君だ!」で約2万人の応募者をおさえてグランドチャンピオンになり、1980年（昭和55年）11月に早世ひとみの芸名でCBSソニーからシングル「北の岬」でデビュー。同名義で翌年のABC歌謡新人グランプリで服部良一特別賞を、また新宿音楽祭で敢闘賞を受賞。のちにはやせひとみと改名、1983年（昭和58年）12月リリースの「ちょっと待って大阪」をヒットさせ、第17回日本有線大賞の上半期奨励賞を受賞。1991年（平成3年）、日本コロムビアに移り、移籍第1作の「花燃え」をリリース。1993年（平成5年）、テイチクレコードに移籍。2003年（平成15年）に現名の早瀬ひとみに改め、現在はライブを中心に活動中。
2005年（平成17年）TBSテレビで放送されたテレビドラマ『太宰治物語』に出演して俳優デビュー。2010年から2011年には舞台「美しいこと」に居酒屋のママ役で出演した。

## 音楽作品
シングル
- 北の岬／花梨の花（1980年）
- 粉雪 ／北のともしび（1981年）
- あなたとならば／旅愁の果て（1982年）
- ちょっと待って大阪／円舞曲（1983年） ※円舞曲はちあきなおみのカバー
- 大阪みれん川／あやめの章（1984年）
- 愛のデュエット（1985年） ※渥美二郎とデュエット
- スキャンダル／燃えて（1986年）
- 雨よ降れ あの人に／つぶやき（1989年）
- 花燃え／冬ごもり（1991年）
- 母のない子がするように（TBSテレビ「スーパーワイド」エンディングテーマ曲）／逃げ上手（1993年）
- もしかしてPARTIII／そばにいてくれよ／戯れに恋をして（2004年） ※岩本恭生とデュエット
- 誘惑の蒼い瞳（2015年）
- 京都一人（2017年）

アルバム
- 演歌ベスト･ヒット（1983年）
- そして・・・再会（2003年）

## 写真集
- 『HITOMI HAYASE Pictorial : はやせひとみ写真集』（撮影：伊藤隼也）スコラ、1992年9月。ISBN 4796200835。

## ラジオ番組
- 「早瀬ひとみ 愛・夢・歌」（IBC岩手放送製作、2016年4月2日 - ）